# 王锡衮
王锡衮（1598年—1647年），字采侯，又字龙藻，号昆华、仲山、念昔，别号素斋，雲南承宣布政使司祿豐縣金山镇大北厂村人，祖籍陕西华阴县，明朝末年至南明官员。

## 生平
明熹宗天啟二年（1622年），王锡衮中进士，改庶吉士，授為翰林院檢討。崇禎時，历翰林院侍讲，任四年辛未科易四房主考官，升為少詹事。崇禎十三年（1640年），官至禮部右侍郎。次年，為禮部左侍郎。他上書請崇禎帝罷黜東廠，免徵三餉，南直隸、浙江人才興盛，他希望增加中舉名額。後任吏部尚書，入值講經筵。崇禎十六年（1643年），丁憂回鄉。隆武元年（1645年），隆武帝徵召他為禮部尚書兼東閣大學士兼兵部右侍郎，总督云、贵、川、湖、广五省军务。永曆帝即位，繼續徵召他為禮部尚書兼東閣大學士。但是沒有入朝。土酋沙定洲作乱，黔国公沐天波逃跑，沙定洲佔據云南府昆明縣。王锡衮死難。

## 家族
远祖王仲宽在洪武十四年（1381年）随征南将军颍川侯傅友德、西平侯沐英入滇。

## 延伸阅读
[在维基数据编辑]
 《明史卷二百七十九》，出自《明史》